# جو زیبا (فیلم)
جو زیبا (به انگلیسی: Beautiful Joe) فیلم محصول سال ۲۰۰۰ و به کارگردانی استیفن متکالف است. در این فیلم بازیگرانی همچون شارون استون، بیلی کانلی، گیل بیلاز، جرنی اسمالت، دن فلارک، ایان هولم و جی.کی. سیمونز ایفای نقش کرده‌اند.